# 神言会
神言会（しんげんかい、羅: Societas Verbi Divini 略称 S.V.D.）は1875年にドイツのアーノルド・ヤンセンによって創設されたカトリック教会の修道会。正式名称を神言修道会（しんげんしゅうどうかい）という。

## 日本における神言会
日本には1907年以降に到来し、名古屋教区、新潟教区（秋田県内すべての小教区）などで小教区の司牧を委託されている。なかでも東京教区の吉祥寺教会は信徒数が5,000人を超えるメガチャーチである。
その他に南山大学をはじめとする学校法人南山学園を中心として、保育園、幼稚園、小学校、中学校、高校、大学などの母体である。また、岐阜県多治見市に多治見修道院がある。
神言会士で日本管区長も務めたタルチシオ菊地功師は、2004年に前教区長の引退に伴って新潟教区長への指名を受け、新たに司教に叙階された。2017年、カトリック東京大司教区のペトロ岡田武夫大司教の引退に伴い、後任に任命された。

## 創立者の列聖
2004年3月に、創立者のアーノルド・ヤンセン、同会司祭ヨゼフ・フライナーデメッツは、バチカン（サン・ピエトロ）において当時のローマ教皇であるヨハネ・パウロ2世によって聖人に列せられた。

## 関連する修道会
姉妹関係にある修道会に創立者を同じとする聖霊会があり、教育事業・社会事業（秋田聖霊女子短期大学、名古屋聖霊病院の運営など）を行っている。